# Ferrisaurus
Ferrisaurus sustutensis
Genre
Espèce
Ferrisaurus est un genre fossile de dinosaures cératopsiens leptocératopsidés découvert dans la formation de Tango Creek, en Colombie-Britannique, au Canada. La seule espèce du genre est Ferrisaurus sustutensis.

## Présentation
Découvert en 1971, il a été décrit en 2008 mais ne fut nommé qu'en 2019, par Victoria Megan Arbour (d) et David Christopher Evans (d). L'holotype, RBCM P900, comprend des parties de la ceinture pectorale, du membre antérieur gauche, du membre postérieur gauche et du pied droit.